# Passiflora quetzal
Passiflora quetzal là một loài thực vật có hoa trong họ Lạc tiên. Loài này được J.M. MacDougal mô tả khoa học đầu tiên năm 2004.